# Psilaster agassizi
Psilaster agassizi is een kamster uit de familie Astropectinidae.
De wetenschappelijke naam van de soort werd, als Phidiaster agassizi, in 1909 gepubliceerd door René Koehler. De beschrijving was gebaseerd op exemplaren die van ongeveer 900 vadem (1645 meter) naar boven waren gehaald bij een van de onderzoeksexpedities vanaf 1884 met de Investigator van de Indische marine en de Asiatic Society. De soort is vernoemd naar Alexander Agassiz, een autoriteit op het gebied van stekelhuidigen.